# Ernani D'Alconzo
Ernani D'Alconzo (Taranto, 13 dicembre 1919 – Rimini, 8 settembre 2004) è stato un calciatore italiano, di ruolo attaccante.

## Caratteristiche tecniche
Ala in grado di coprire entrambe le fasce laterali. 

## Carriera
In gioventù aveva militato nel Taranto e nell'Ambrosiana-Inter, con quest'ultima che lo aveva prestato, nel 1939-1940, all'Omegna, squadra militante in Serie C. Dopo altri due anni in C nuovamente al Taranto, ritorna in Serie A grazie alla Sampierdarenese, all'epoca denominata Liguria; D'Alconzo non soffre il doppio salto di categoria e realizza 9 reti, fra cui quella del provvisorio 2-2 nell'incontro interno col Grande Torino (poi deciso da Gabetto) in una stagione che vede la sua squadra retrocedere.
Disputa col Liguria, che riadotta il nome Sampierdarenese nel 1945, anche il Campionato Alta Italia 1944, e l'anno seguente partecipò alla Coppa Città di Genova che nei primi mesi di quell'anno sostituì il normale campionato a causa degli eventi bellici che sconvolgevano l'Europa in quel periodo. La competizione fu vinta dal Genoa che sorpassò all'ultima giornata i liguriani.
È anche in rosa nell'anomalo campionato 1945-1946, per poi passare alla Sampdoria dopo la fusione dei sampierdarenesi con l'Andrea Doria. In blucerchiato disputa due stagioni essenzialmente da rincalzo (16 partite), segnando una rete nel derby della Lanterna del 3 marzo 1947, poi vinto 3-2 dalla Sampdoria.
Passa quindi al Siracusa in Serie B, dove con 11 reti contribuisce alla salvezza nella stagione 1948-49, quindi al Napoli, con il quale vince il campionato di Serie B 1949-1950 (25 presenze e 6 reti personali), per poi tornare in Serie C con la Reggina.
In carriera ha totalizzato complessivamente 42 presenze e 12 reti nella Serie A a girone unico, e 61 presenze e 17 reti in Serie B.

## Palmarès

### Club

#### Competizioni nazionali
- Serie B: 1

Napoli: 1949-1950